# Matt Gadsby
Matthew John „Matt“ Gadsby (* 6. September 1979 in Sutton Coldfield; † 9. September 2006 in Harrogate) war ein englischer Fußballspieler.

## Karriere
Gadsby rückte aus der Jugend des FC Walsall 1998 in den Profikader auf und gab am 2. Mai 1998 sein Ligadebüt in der Second Division gegen die Wycombe Wanderers. 1999 stieg er erstmals mit dem Klub in die damals zweithöchste englische Spielklasse auf. Dem Aufstieg folgte umgehend wieder der Abstieg, wobei Gadsby nur zu drei Ligaeinsätzen kam. 2001 stand er in allen drei Aufstiegs-Playoffs für Walsall auf dem Platz und erlebte so auch den 3:2-Erfolg über den FC Reading und den damit verbundenen direkten Wiederaufstieg. 
In der folgenden Saison brachte er es auf 22 Einsätzen in der zweiten Liga, verließ den Verein anschließend und wechselte ablösefrei zu Mansfield Town in die dritte Spielklasse, stieg mit dem Klub aber am Saisonende in die Football League Third Division ab. Nach dem Abstieg wechselte er 2003 zum dortigen Ligakonkurrenten Kidderminster Harriers, mit denen er am Saisonende einen Platz im Mittelfeld belegte. 
Zur Saison 2004/05 wechselte Gadsby in den Non-League-Football-Bereich und spielte fortan für die Forest Green Rovers in der Conference National. In zwei Jahren brachte er es auf insgesamt 66 Ligaeinsätze, beide Male entging man dabei nur knapp dem Abstieg. 2006 verließ er den Klub wieder und schloss sich Hinckley United, die in der Conference North spielten, an.

## Tod
Am 9. September 2006 brach Gadsby während eines Auswärtsspiels seines Vereins bei Harrogate Town in der Conference North zusammen. Trotz mehrerer Wiederbelebungsversuche verstarb er später im Harrogate District Hospital.
Die folgenden Spiele des Vereins wurden nach der Tragödie abgesagt und der Verband erlaubte es, die Nummer 5, die Gadsby getragen hatte, in der Saison nicht mehr zu vergeben und stattdessen Spieler mit der Rückennummer 18 in der Anfangsformation auflaufen zu lassen.
Vor dem Stadion des Vereins, dem Marston's Stadium wurde ein Bereich zur Erinnerung mit Kondolenzbuch eingerichtet. Gadsby hinterließ eine Frau und eine Tochter.